# Colombias Billie Jean King Cup-lag
Colombias Billie Jean King Cup-lag representerar Colombia i tennisturneringen Billie Jean King Cup, och kontrolleras av Colombias tennisförbund.

## Historik
Colombia deltog första gången 1972. Lagets största framgång var då man gick till elitdivisionen 2003.